# Кашана-Терме
Каша́на-Те́рме (итал. Casciana Terme) — коммуна в Италии, располагается в области Тоскана, в провинции Пиза.
Население составляет 3696 человек (2008 г.), плотность населения составляет 101 чел./км². Коммуна занимает площадь 36 км². Почтовый индекс — 56034. Телефонный код — 0587.
Покровителем коммуны почитается Святой Крест, празднование 3 мая.

## Демография
Динамика населения:

## Администрация коммуны
- Официальный сайт: http://www.comune.cascianaterme.pi.it Архивная копия от 19 марта 2020 на Wayback Machine